# Saucier (Misisipi)
Saucier es un lugar designado por el censo del Condado de Harrison, Misisipi, Estados Unidos. Según el censo de 2000 tenía una población de 1.303 habitantes y una densidad de población de 71.9 hab/km².

## Demografía
Según el censo de 2000, había 1.303 personas, 478 hogares y 367 familias residiendo en la localidad. La densidad de población era de 71,9 hab./km². Había 507 viviendas con una densidad media de 28,0 viviendas/km². El 97,47% de los habitantes eran blancos, el 0,69% afroamericanos, el 0,15% amerindios, el 0,23% asiáticos, el 0,15% isleños del Pacífico, el 0,15% de otras razas y el 1,15% pertenecía a dos o más razas. El 1,38% de la población eran hispanos o latinos de cualquier raza.
Según el censo, de los 478 hogares en el 38,3% había menores de 18 años, el 59,8% pertenecía a parejas casadas, el 9,6% tenía a una mujer como cabeza de familia y el 23,2% no eran familias. El 16,1% de los hogares estaba compuesto por un único individuo y el 5,2% pertenecía a alguien mayor de 65 años viviendo solo. El tamaño promedio de los hogares era de 2,73 personas y el de las familias de 3,04.
La población estaba distribuida en un 28,5% de habitantes menores de 18 años, un 10,0% entre 18 y 24 años, un 30,9% de 25 a 44, un 23,6% de 45 a 64 y un 7,0% de 65 años o mayores. La media de edad era 34 años. Por cada 100 mujeres había 103,3 hombres. Por cada 100 mujeres de 18 años o más, había 106,0 hombres.
Los ingresos medios por hogar en la localidad eran de 37.000 dólares ($) y los ingresos medios por familia eran 44.167 $. Los hombres tenían unos ingresos medios de 30.099 $ frente a los 26.875 $ para las mujeres. La renta per cápita para la ciudad era de 15.164 $. El 22,1% de la población y el 21,5% de las familias estaban por debajo del umbral de pobreza. El 31,2% de los menores de 18 años y el 0,0% de los habitantes de 65 años o más vivían por debajo del umbral de pobreza.

## Geografía
Según la Oficina del Censo de los Estados Unidos, Saucier tiene un área total de 18,3 km² de los cuales 18,1 km² corresponden a tierra firme y 0,2 km² a agua. El porcentaje total de superficie con agua es 0,85%.